# Talude continental

Localização do talude continental.

Em oceanografia, chama-se talude continental à porção dos fundos marinhos com declive muito pronunciado que fica entre a plataforma continental e a margem continental (ou "sopé continental"), onde começam as planícies abissais.
O talude é formado por sedimentos que são transportados até a borda da plataforma, deslizam e se acumulam. Em margens ativas, pode conter sedimentos marinhos resultantes do processo de subducção. Em geral, o talude continental de margens ativas é mais íngreme que o de margens passivas. Ele tem, em média, 20km de largura e termina na feição geomorfológica chamada de sopé continental, a uma profundidade de aproximadamente 3.700m. O fundo do talude é o verdadeiro limite do continente.
O embasamento do talude corresponde à crosta continental entremeada por magmatismo básico e estirada pela tectônica extensional que originou o rift e a bacia oceânica.
Esta faixa é caracterizada por gradiente topográfico acentuado, variando de 1º a 25º, mas tendo em média cerca de 4º de inclinação. A diferença de profundidade entre o início e o fim do talude continental costuma alcançar até 5 km, atingindo extremos nas proximidades de fossas oceânicas, como no oeste da América do Sul, onde a diferença de relevo entre os Andes e a fossa do Atacama atinge 15 km.
Desta forma, em seu relevo são geradas, com frequência, correntes de turbidez, as sequências de deposição associadas e características das regiões de talude e sopé são sistemas de turbiditos.
Do ponto de vista biológico, esta formação corresponde à zona batial.